# SN 1991ay
SN 1991ay – supernowa typu Ia odkryta 9 września 1991 roku w galaktyce A004718+4032. W momencie odkrycia miała maksymalną jasność 18,50m.